# Dartmouth (Devon)
Dartmouth (alfabet fonètic internacional ['dartməθ]) (en catal)à antic Tartamua o Artamua) és una ciutat a la boca del riu Dart al comtat de Devon, Gran Bretanya.